# Galaxiovití
Galaxiovití (Galaxiidae) jsou jedinou čeledí řádu galaxie (Galaxiiformes). Jsou to drobné paprskoploutvé ryby vyskytující se ve sladkých vodách jižní polokoule, některé druhy jsou anadromní. Jejich nápadným znakem je holé tělo bez šupin, postranní čáru ale mají. Jejich hřbetní a řitní ploutev jsou většinou umístěny relativně daleko vzadu. Zástupci početnější podčeledi Galaxiinae tukovou ploutvičku ztratili, u zástupců druhé podčeledi (Aplochitoninae) je zachována. V některých oblastech vytvářejí galaxie druhové roje blízce příbuzných, morfologicky takřka shodných, ale geneticky diferencovaných kryptických druhů, z nichž mnohé jsou ohroženy. Mladé ryby migrující zpět do sladkých vod mohou být předmětem rybolovu.

## Popis
Galaxie jsou relativně malé ryby, dlouhé od asi 4 cm do maximálně 60 cm u novozélandské galaxie velké (Galaxias argenteus); většinou nepřesahují délku 15 cm. Jejich tělo je protažené, válcovité až bočně zploštělé. Nápadným znakem je absence šupin. Postranní čára je však vyvinuta. Přední nozdra je mírně trubičkovitě protažená. Jejich pohlavní orgány jsou párové. Ploutve galaxií jsou bez ostnů, řitní a hřbetní ploutve bývají posunuty vzad, ocasní ploutev může být na zadním okraji rovná, ale i konvexní či konkávní. Tuková ploutvička je vyvinuta jen u rodů řazených do podčeledi Aplochitoninae: u rodu Aplochiton z Jižní Ameriky a (v zakrnělé podobě) u rodu Lovettia z Tasmánie. U ostatních rodů (podčeleď Galaxiinae) tuková ploutvička chybí. U galaxií rodu Neochanna často chybí břišní ploutve.

## Diverzita
Do čeledi se ve dvou podčeledích řadí asi 7 rodů, do nich patří přes 50 druhů galaxií. Patrně však budou popisovány nové druhy, protože u galaxií jsou poměrně časté druhové komplexy obtížně rozpoznatelných, ale geneticky rozdílných kryptických druhů. Často jde o čistě sladkovodní populace obývající různé toky patřící k odlišným povodím v určité oblasti, mezi nimiž jedinci kvůli nejrůznějším bariérám jen obtížně migrují. Proto zde snadno dochází ke vzniku geneticky separovaných linií. Zároveň je v rámci čeledi vysoká míra endemismu, například na Tasmánii nebo na Novém Zélandu žije velké množství endemických druhů galaxií, mnohdy ohrožených, neboť jde o relativně malé populace vázané na omezená území. Kromě toho tyto recentně rozpoznané druhy může ohrožovat i přemisťování ryb mezi lokalitami a následná hybridizace.

Ukázka diverzity galaxií
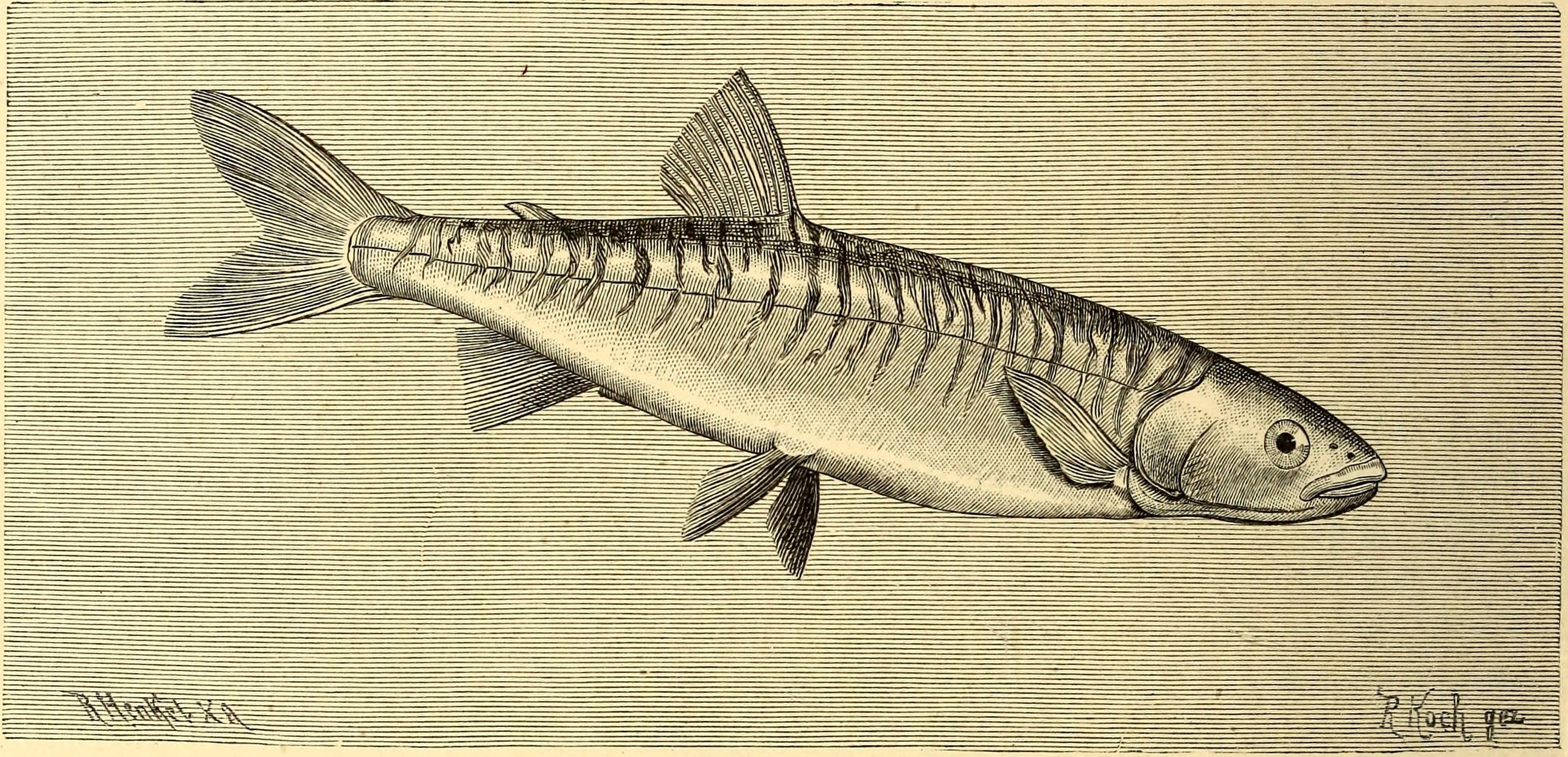
Galaxie zebrovitá (Aplochiton zebra)
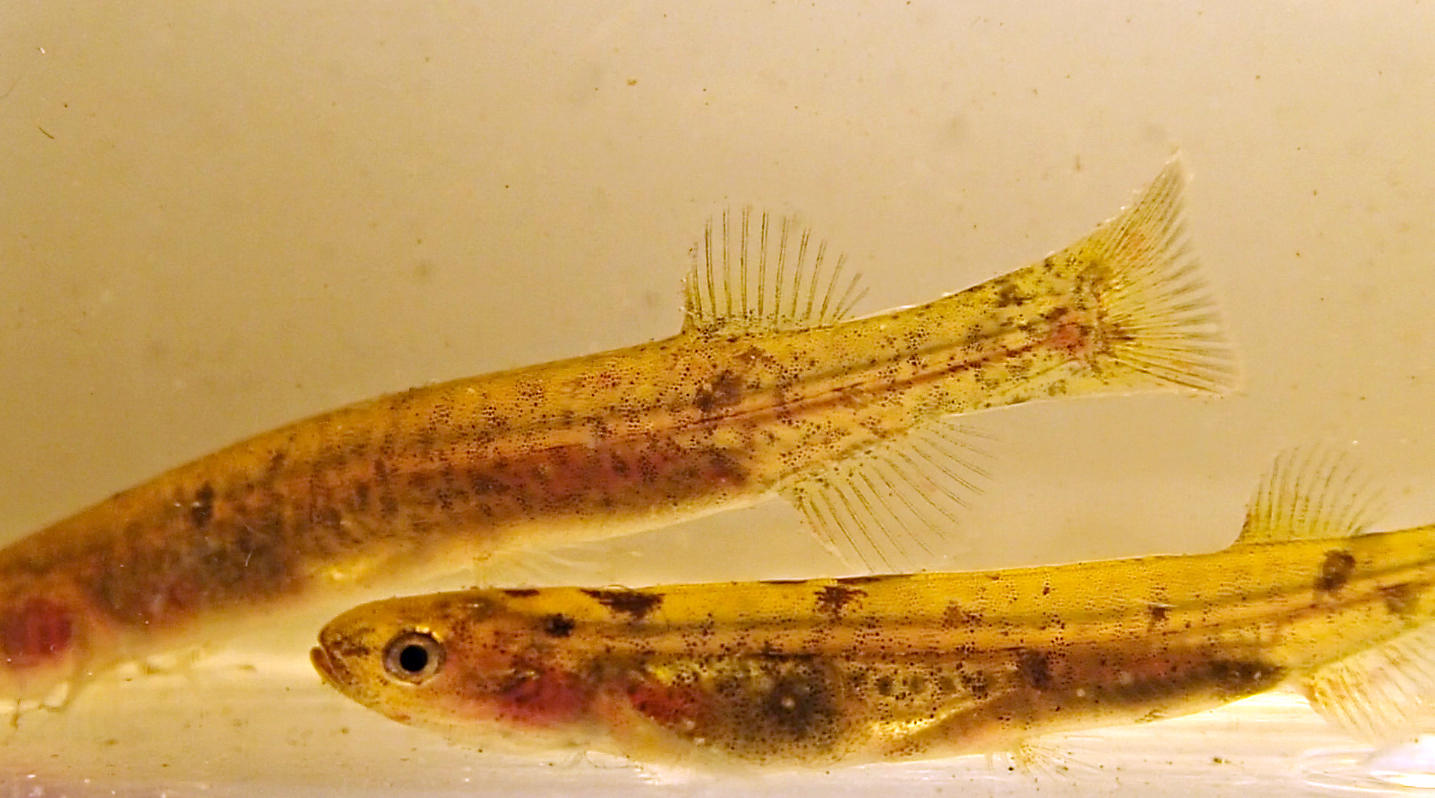
Galaxie Cleaverova (Neochanna cleaveri)
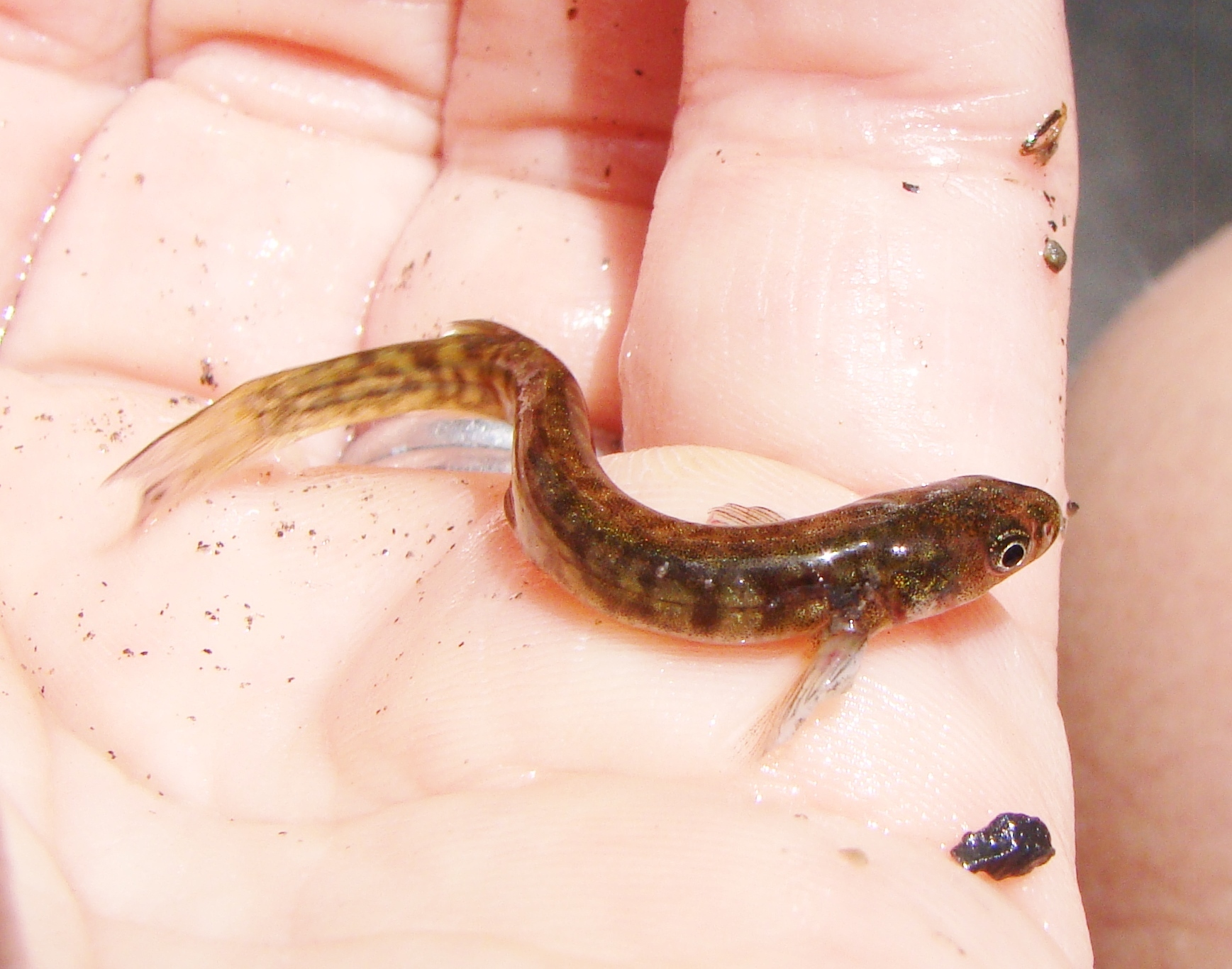
Galaxie trpasličí (Galaxias divergens)
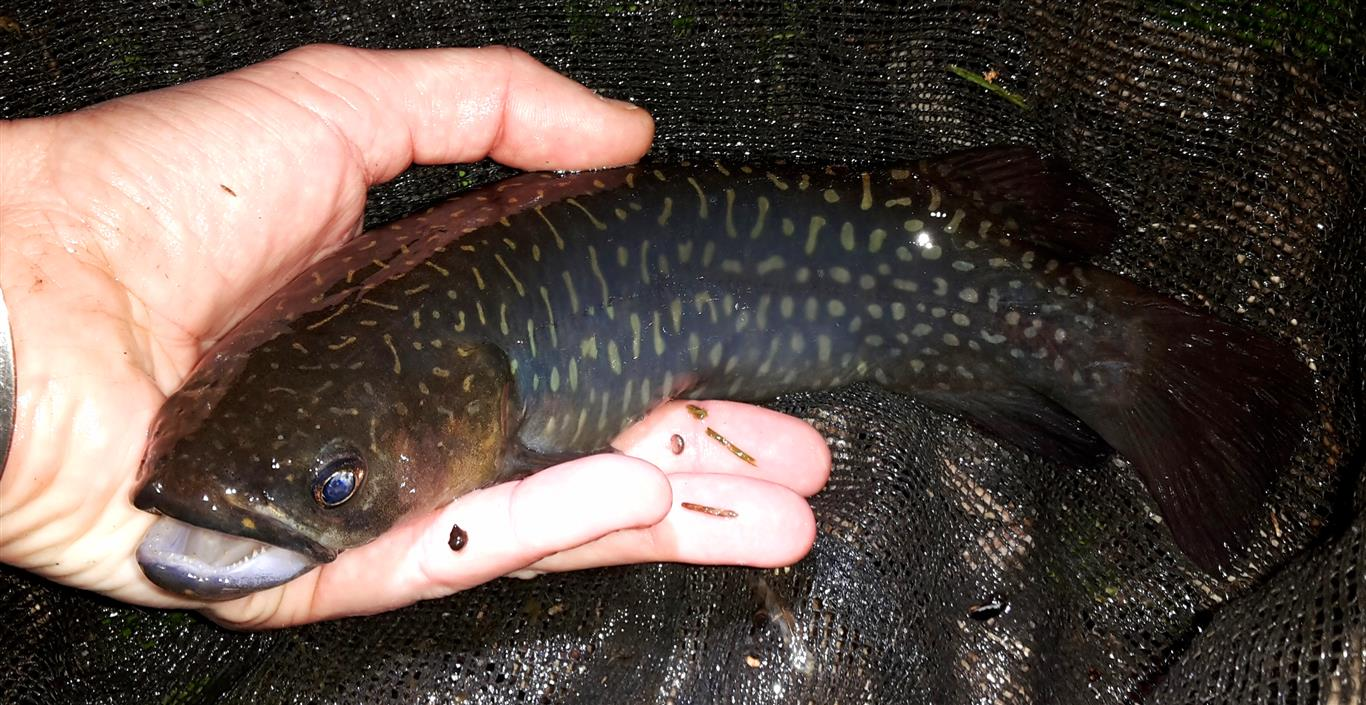
Galaxie velká (Galaxias argenteus)

## Výskyt a ekologie

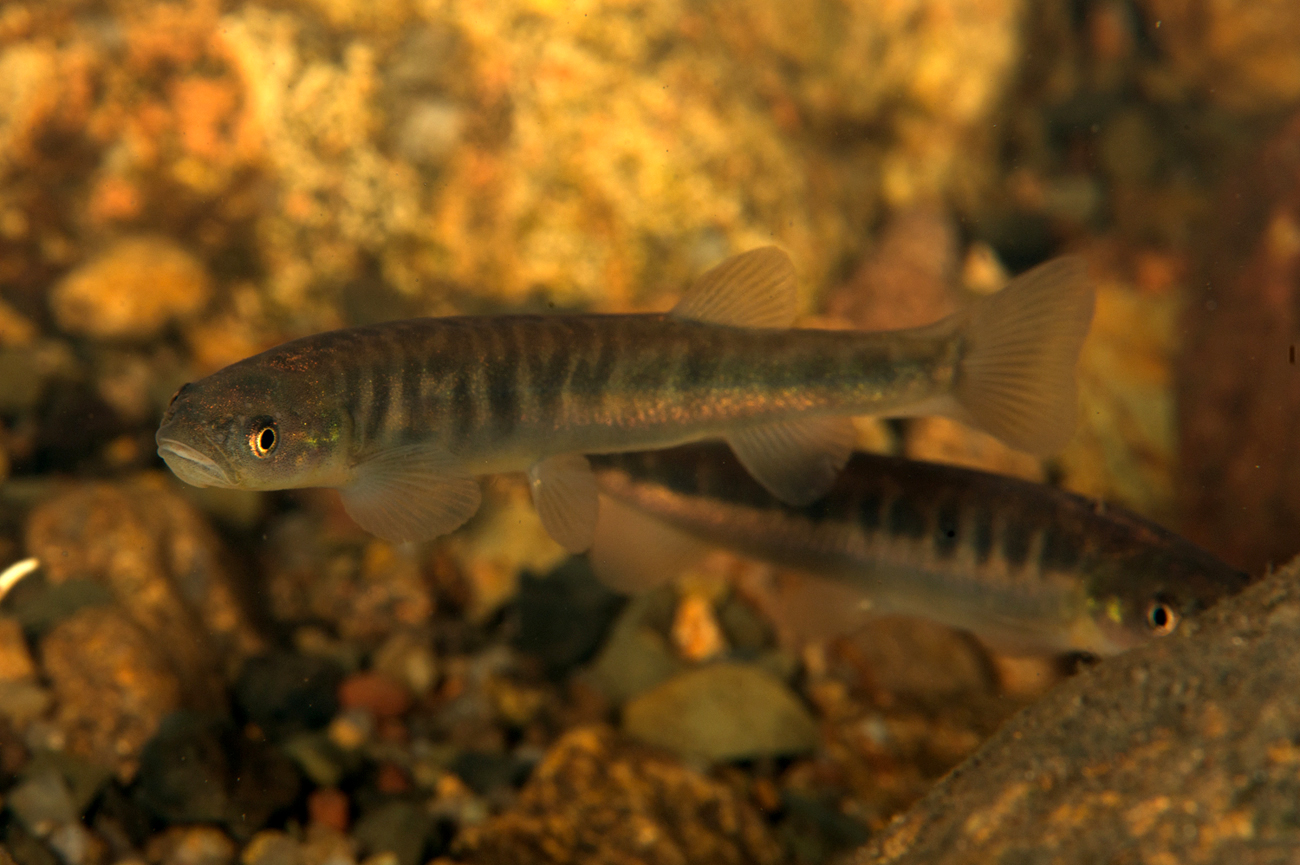
Galaxie australská (Galaxias olidus)

Galaxie jsou významnou složkou ichtyofauny mimotropických sladkých vod jižní polokoule. Vyskytují se v Jižní Americe, na jihu Afriky, v Austrálii včetně Tasmánie, na Novém Zélandu či na Nové Kaledonii. Někdy vystupují poměrně vysoko (až do bystřin ve výšce 2000 m n. m.), ale lze je naopak nalézt i v úrovni moře, některé jsou navíc diadromní (migrují mezi sladkou a slanou vodou), kdy se brzy po vykulení z jiker nechávají zanést do moře, kde tráví část svého života (jsou tedy anadromní); asi po půl roce se jako průhlední juvenilní jedinci vracejí do sladkých vod. Tyto migrující nedospělé ryby jsou na Novém Zélandu předmětem komerčního rybolovu, byť v malém množství. Zajímavá je galaxie skvrnitá (Galaxias maculatus), která klade jikry na rostliny přímořských mokřin v době maximálního přílivu (je katadromní); jikry se líhnou při dalším skočném přílivu o dva týdny později. Existují ale i čistě sladkovodní populace tohoto druhu, který má obrovský areál od Austrálie přes Nový Zéland až do Jižní Ameriky a na Falklandy.
Galaxie mají nápadně gondwanské rozšíření. Jedna z hypotéz vysvětluje tuto distribuci právě prehistorickým rozšířením prapředka dnešních galaxií napříč Gondwanou a jejich speciací po jejím rozpadu. Alternativní, patrně pravděpodobnější hypotéza však počítá s šířením anadromních předků galaxií oceánským prostředím. Následné konvergentní ztráty anadromního stylu života vedly ke speciaci na jednotlivých kontinentech. V různých časových obdobích se však mohly uplatnit oba mechanismy.

## Příbuzenské vztahy
Jako zástupce galaxiovitých byla původně popsána i mlokovka (Lepidogalaxias salamandroides), která jim ale není blíže příbuzná a patří do samostatného evolučně izolovaného řádu mlokovky. Dříve byli galaxiovití považováni za blízké koruškovcovitým (Retropinnidae) a spolu s nimi a dalšími čeleděmi včetně mlokovek byli řazeni do široce pojatého řádu koruškotvárných, který byl však v tomto složení polyfyletický. Na základě moderních fylogenetických studií jsou galaxie řazeny jako samostatný řád v sekupení Protacanthopterygii společně s řády stříbrnicotvární, štikotvární a lososotvární, nebo jako samostatná linie sesterská vůči Neoteleostei.